# وسيلة حسين
وسيلة حسين (26 أبريل 1933 - 4 يوليو 2006)، ممثلة مصرية. بدأت مشوارها الفني عام 1967 وابتعدت عن المجال الفني عام 1990.

## أعمالها

### من الأفلام
- عطشانه
- العفاريت.
- بلاغ للرأي العام.
- كفر الطماعين.
- الإرهاب.
- غرام الأفاعي.
- زمن حاتم زهران.
- عطشانة.
- إمرأة مطلقة.
- لعدم كفاية الأدلة.
- بنات حارتنا.
- قبل الوداع.
- البريء.
- أنغام.
- الحلم القاتل.
- رجب الوحش.
- الكف.
- الزمار.
- الدايه.
- آخر الرجال المحترمين.
- شوارع من نار.
- وحوش الميناء.
- خمسة باب.
- المدمن.
- السلخانة.
- علاقة خطرة.
- أمهات في المنفي.
- مين يجنن مين.
- إللي ضحك على الشياطين.
- عذاب الحب.
- لا تظلموا النساء.
- إعدام طالب ثانوي.
- حب لا يرى الشمس.
- دماء على الثوب الوردي.
- شهادة مجنون.
- التلاقي.
- بص شوف سكر بتعمل ايه.
- مراهقة من الأرياف.
- بيت بلا حنان.
- غراميات عازب.
- الخدعة الخفية.
- ألو أنا القطة.
- آنسات وسيدات.
- مدينة الصمت.
- لحظات خوف.
- أغنية على الممر.
- رجال في المصيدة.
- شباب في عاصفة.
- الحب المحرم.
- البيوت أسرار.
- دلال المصرية.
- الأضواء.
- الرعب.
- صباح الخير يا زوجتي العزيزة.
- كيف تسرق مليونير.
- المخربون.

### من المسلسلات
- مطلوب عروسه.
- الزوجة أول من يعلم.
- ليالي الحلمية.
- هي و المستحيل.
- الباحثة.
- مبروك جالك ولد.
- العنكبوت.
- ملك اليانصيب.

## روابط خارجية
- وسيلة حسين على موقع الدهليز
- وسيلة حسين على موقع قاعدة بيانات الأفلام العربية